# Портрет Григория Григорьевича Энгельгардта
«Портрет Григория Григорьевича Энгельгардта» — картина Джорджа Доу и его мастерской из Военной галереи Зимнего дворца.
Картина представляет собой погрудный портрет генерал-майора Григория Григорьевича Энгельгардта из состава Военной галереи Зимнего дворца.
К началу Отечественной войны 1812 года генерал-майор Энгельгардт состоял в 3-й Западной армии и был в боях против вспомогательного австро-саксонского корпуса в Волынской губернии. Во время Заграничного похода 1813 года временно командовал 8-й пехотной дивизией, был ранен в сражении под Бауценом, в начале августа 1813 года уволен в отпуск для лечения. В кампании Ста дней командовал 1-й бригадой 8-й пехотной дивизии и вновь совершил поход во Францию.
Изображён в генеральском мундире, введённом для пехотных генералов 7 мая 1817 года. Слева на груди звезда ордена Св. Анны 1-й степени; на шее кресты орденов Св. Георгия 3-го класса и Св. Владимира 2-й степени, а также прусского ордена Красного орла 2-й степени; справа на груди серебряная медаль «В память Отечественной войны 1812 года» на Андреевской ленте, бронзовая дворянская медаль «В память Отечественной войны 1812 года» на Владимирской ленте и звезда ордена Св. Владимира 2-й степени. Подпись на раме: Г. Г. Энгельгардтъ, Генералъ Маiоръ.
7 августа 1820 года Комитетом Главного штаба по аттестации Энгельгардт был включён в список «генералов, заслуживающих быть написанными в галерею» и 28 февраля 1823 года император Александр I приказал написать его портрет. Сам Энгельгардт в это время находился в отставке и постоянно проживал в своём имении Кустовичи Кобринского уезда Гродненской губернии; известно, что в конце июля 1824 года он приезжал в Санкт-Петербург, где встретился с Доу. Гонорар Доу был выплачен 29 декабря 1824 года. Готовый портрет был принят в Эрмитаж 7 сентября 1825 года.